# Siphona ingerae
Siphona ingerae är en tvåvingeart som beskrevs av Andersen 1982. Siphona ingerae ingår i släktet Siphona och familjen parasitflugor.
Artens utbredningsområde är Danmark. Arten är reproducerande i Sverige. Inga underarter finns listade i Catalogue of Life.